# Йелонек, Михал
Михал Йелонек (пол. Michał Jelonek; род. 30 мая 1971, Кельце, Польша) — польский композитор, скрипач и сессионный музыкант. Член команды Hunter и Orkiestra Dni Naszych.

## Биография
Родился в Польше, учился играть на скрипке у профессора Эндрю Зузански. Получил диплом в 1989 году, исполняя произведение Violin Concerto in D major Людвига Ван Бетховена с сопровождением Филармонического оркестра Кельце.
Михал участвовал в турне с Симфоническим оркестром и Камерным оркестром Кельце, играл со струнным квинтетом Collegium Musicum с 1989 по 1994 года и с Theatre Diaspora с 1992 по 1994.
С 1992 по 2008 год играл со многими польскими группами: Ankh, Closterkeller, De Press, Firebirds, Grejfrut, Hunter, Kasa, Lizar, Łzy, Mafia, Maybe-b, Orkiestra Dni Naszych, Perfect, Szwagierkolaska, Teatr Kobiet, Tosteer, T-Raperzy znad Wisly, и Wilki.
Выступал с такими музыкантами как Марыля Родович, Илона Сойда, Войцех Gąsowski, и Стэн Борис.
Участвовал в записи более 30 альбомов в жанре от классики до поп-музыки, фолк, рок-н-ролл и хэви-метал.
Получил несколько номинаций как лучший польский инструменталист: в 1993 от журнала «Tylko Rock», в 1994 от журнала Siedlce «Rock 94».
В опросе, «Świętokrzyskie Nagrody Music Awards 2009» отличился в 21 категориях, и был признан лучшим инструменталистом 2009 года по результатам смс-голосования.
Принимал участие в более 1600 концертах в таких странах как Польша, Бразилия, Чехия, Эстония, Литва, Латвия, Мексика, Германия, Россия, Словакия, Швеция, Швейцария, Украина.
В 2007 году выпустил свой первый альбом Jelonek. А в 2011 году вышел и второй альбом — Revenge.

## Дискография
- Ankh — Ankh (1993, MTJ)
- Ankh — Koncert akustyczny 1994 (1994, MTJ)
- Closterkeller — Scarlet (1995, Izabelin Studio)
- Ankh — … będzie tajemnicą (1998, Folk)
- Firebirds — Trans… (1998, Izabelin Studio)
- Grejfrut — Tytuł płyty (2000, Universal Music)
- Maryla Rodowicz — 12 najpiękniejszych kolęd (2001, Universal Music)
- Maryla Rodowicz — Życie ładna rzecz (2002, Universal Music)
- Spooko — Spooko Panie Wiśniewski (2003, Universal Music)
- Hunter — Medeis (2003, Polskie Radio)
- Ankh — Expect Unexpected (2003, Metal Mind Productions)
- Perfect — Schody (2004, Universal Music)
- Ankh — Live in Opera '95 (2004, Metal Mind Productions)
- Hunter — T.E.L.I… (2005, Metal Mind Productions)
- Mafia — Vendetta (2005, Offmusic)
- Łzy — The Best Of 1996—2006 (2006, AR Łzy)
- Hunter — HolyWood (2006, Metal Mind Productions)
- Jelonek — Jelonek (2007, Mystic Production)
- Freak of Nature — Fabryka zła (2008, Mu-Sick Production)
- Kora — Metamorfozy (2008, Universal Music)
- Hunter — HellWood (2009, Mystic Production)
- Jelonek — Przystanek Woodstock (2010, Złoty Melon, DVD)
- Love De Vice — Numaterial (2010, Blackfield Media)
- Maciej Maleńczuk, Paweł Kukiz — Starsi panowie (2010, QL Music)
- Jelonek — Revenge (2011 Mystic Production)